# Charles Napoléon Louis Bonaparte
Charles Napoléon Louis Bonaparte, född 11 oktober 1804 i Paris (Frankrike) och död 17 mars 1831 i Forlì (Italien), var en fransk storhertig, son till Louis Bonaparte, kung Ludvig I av Holland. 
Bonaparte utnämndes 1809 till storhertig av Kleve och Berg under Napoleons förmyndarskap. Vid faderns abdikation från den holländska tronen erkändes han som dennes efterträdare, men Napoleon valde att införliva landet med Frankrike. Efter Napoleons fall förlorade han sitt hertigdöme. Efter 1815 levde han i Italien, och gifte sig 1825 med sin kusin Charlotte Bonaparte, dotter till Joseph Bonaparte.
Han tog tillsammans med sin bror Charles Louis Napoleon del i det italienska upproret 1831, men insjuknade och dog.